# Red Tails
Escuadrón rojo (título original: Red Tails) es una película de guerra del año 2012 basada en los Aviadores de Tuskegee, un grupo de pilotos afroamericanos distinguidos en la Segunda Guerra Mundial. Está protagonizada por Cuba Gooding Jr. y Terrence Howard.

## Argumento
En 1944, la Segunda Guerra Mundial está en su clímax. Aun así, a los pilotos negros del programa de entrenamiento de Tuskegee se les encarga misiones de segunda categoría en Italia, además de tener que lidiar con el racismo de la época y con esfuerzos de racistas de querer acabar correspondientemente con el programa.  
Sin embargo, cuando comienzan a menguar los refuerzos, El Pentágono autoriza por primera vez en la historia una misión de combate de apoyo a las tropas que van a desembarcar en Anzio a un escuadrón que en su totalidad es de raza negra con el propósito de protegerlo de ataques aéreos de la Luftwaffe. En esa misión ellos tienen un éxito sobresaliente y reciben por primera vez reconocimiento por su labor. 
Luego, dándose cuenta de la efectividad del escuadrón, les asignan como escolta de los bombarderos para protegerlos de los cazas alemanes, que los están diezmando. También tienen éxito allí y cuando ellos consiguen finalmente vencer en una batalla aérea de ese tipo a los cazas Me-262, que son superiores a los cazas americanos, durante una de esas escoltas, ellos finalmente reciben reconocimiento nacional por su labor.

## Reparto
- Terrence Howard - Coronel A.J. Bullard
- Cuba Gooding Jr. - Mayor Emanuelle Stance
- Nate Parker - Marty 'Easy' Julian
- David Oyelowo - Joe 'Lightning' Little
- Tristan Wilds - Ray 'Junior' Gannon
- Elijah Kelley - Samuel 'Joker' George
- Ne-Yo - Andrew 'Smokey' Salem
- Kevin Phillips - Leon 'Neon' Edwards
- Matthew Marsh - General de brigada Hauser
- Josh Dallas - Ryan

## Producción
El productor de la película, George Lucas, tenía en la mente este proyecto desde 1988. Al principio, Samuel L. Jackson iba a ser a la vez director y actor de la película, pero, tras la negativa de este, Lucas eligió a Anthony Hemingway para dirigir en 2008. Fue filmada en República Checa, Italia, Inglaterra y Croacia entre agosto y diciembre de 2009. Además, toda la producción fue costeada en su mayoría por George Lucas (que invirtió un total de 35 millones de dólares).

## Recepción
La película tuvo en su mayoría críticas negativas; en el sitio web Rotten Tomatoes reportó un 39 % de críticas positivas. Por otro lado, el prestigioso crítico de cine Roger Ebert señaló que «Red Tails es entretenida. El público probablemente lo disfrute. Las escenas de combate aéreo están hábilmente hechas y son emocionantes».